# Warta Poznań

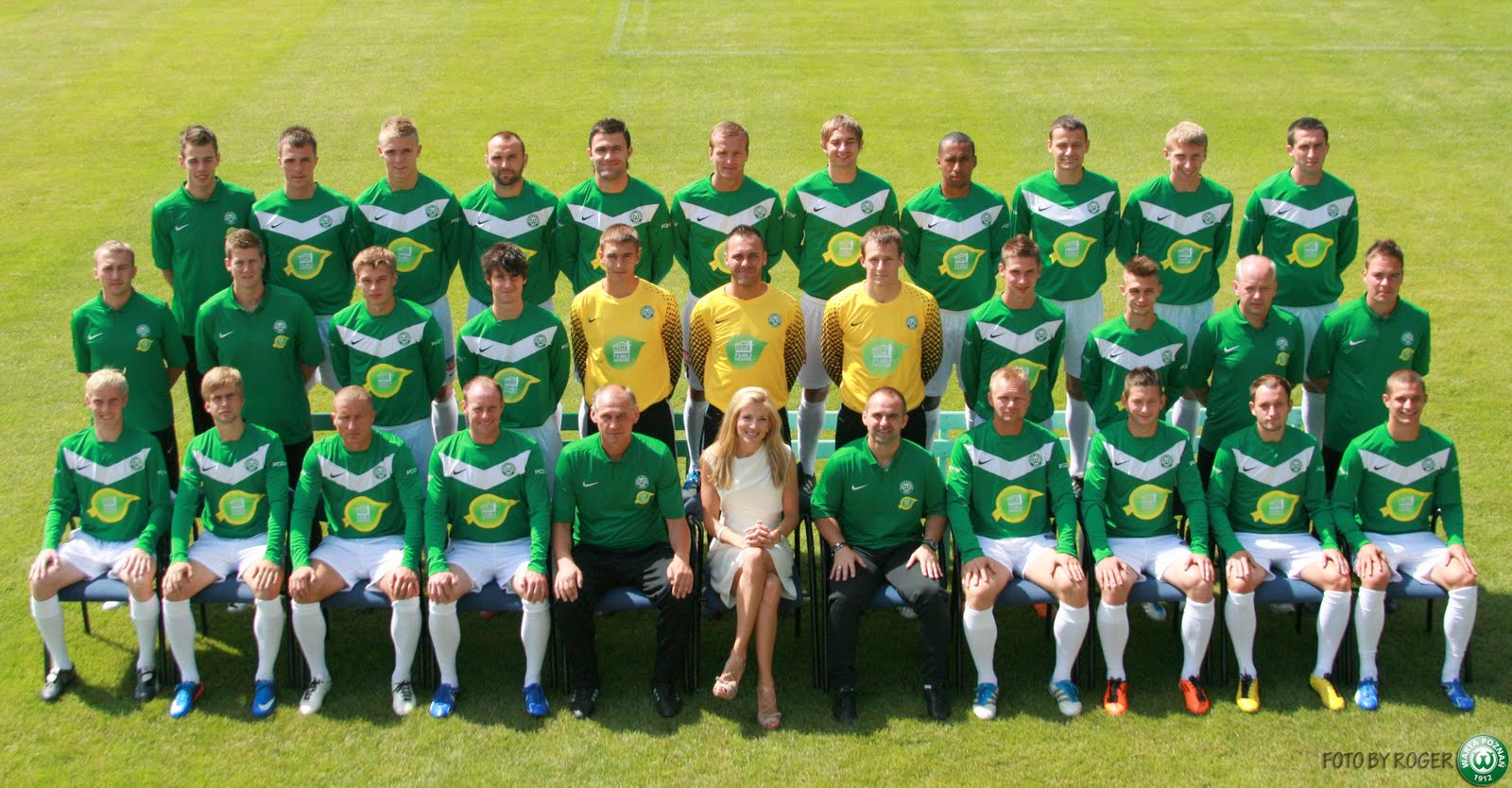
Lotul echipei Warta Poznań în 2011

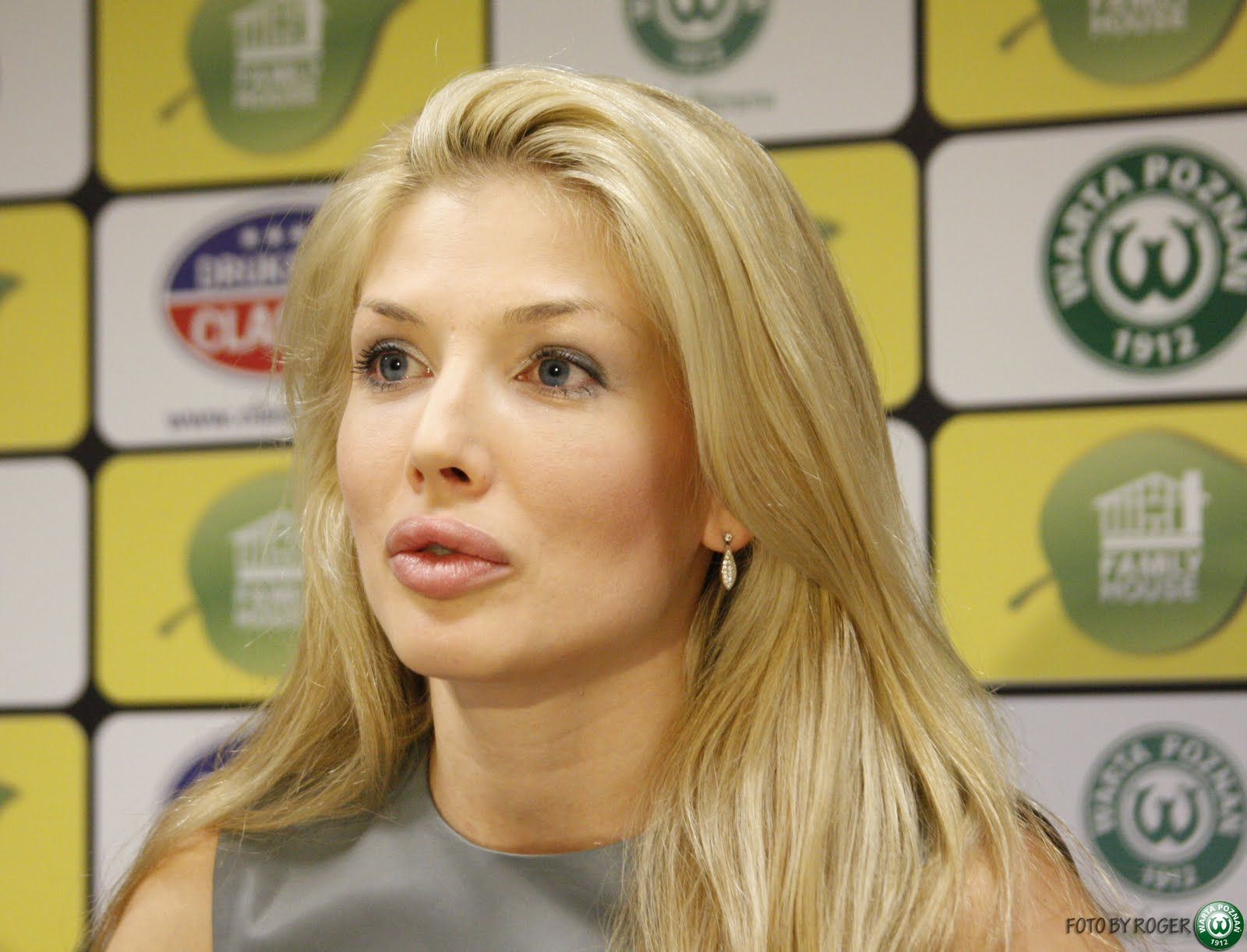
Izabella Łukomska-Pyżalska, președintele echipei

Warta Poznań este un club de fotbal din Poznań, Polonia. Fondat în 1912, clubul a devenit de două ori Campioană a Poloniei, în 1929 și 1947, iar în prezent evoluează în prima ligă poloneză de fotbal.

## Palmares
- Ekstraklasa (2): 1929, 1947
  - Vice-campioană (5): 1922, 1925, 1928, 1938, 1946
  - Locul 3 (7): 1921, 1923, 1926, 1927, 1932, 1935, 1936

## Lotul actual
La 10 august 2012.
| Nr. |         | Poziție | Jucător             |
| --- | ------- | ------- | ------------------- |
| 1   | Polonia | P       | Łukasz Radliński    |
| 2   | Polonia | F       | Łukasz Jasiński     |
| 3   | Polonia | F       | Daniel Ciach        |
| 5   | Polonia | F       | Maciej Wichtowski   |
| 6   | Polonia | F       | Rafał Kosznik       |
| 7   | Polonia | M       | Tomasz Magdziarz    |
| 8   | Polonia | M       | Lukasz Grzeszczyk   |
| 9   | Polonia | A       | Krzysztof Bartoszak |
| 10  | Polonia | M       | Wojciech Trochim    |
| 11  | Polonia | A       | Piotr Giel          |
| 12  | Polonia | P       | Adrian Lis          |
| 13  | Polonia | F       | Adrian Bartkowiak   |

| Nr. |         | Poziție | Jucător              |
| --- | ------- | ------- | -------------------- |
| 14  | Polonia | F       | Grzegorz Bartczak    |
| 15  | Polonia | F       | Adam Mójta           |
| 16  | Polonia | M       | Alain Ngamayama      |
| 17  | Polonia | M       | Artur Marciniak      |
| 18  | Polonia | A       | Bartłomiej Pawłowski |
| 19  | Polonia | F       | Maciej Mysiak        |
| 20  | Polonia | F       | Michał Płotka        |
| 21  | Polonia | M       | Marcin Trojanowski   |
| 23  | Polonia | M       | Michal Jakobowski    |
| 24  | Polonia | A       | Mariusz Gabrych      |
| 93  | Polonia | P       | Paweł Beser          |
|     | Polonia | A       | Grzegorz Rasiak      |